# Timure (Rasuwa)
Pour les articles homonymes, voir Timure.
Timure (en népalais : टिमुरे) est un comité de développement villageois du Népal situé dans le district de Rasuwa. Au recensement de 2011, il comptait 423 habitants.